# NGC 2646
NGC 2646 è una galassia lenticolare situata nella costellazione della Giraffa, a una distanza di circa 179 milioni di anni luce dalla nostra Via Lattea.

## Scoperta
La galassia è stata scoperta il 27 luglio 1883 dall'astronomo tedesco Wilhelm Tempel. Il 1 settembre 1888, la galassia è stata nuovamente osservata dall'astronomo statunitense Lewis Swift; la sua descrizione è stata inserita nell'Index Catalogue con il codice IC 511. Tuttavia l'identificazione di IC 511 con NGC 2646 è avvenuta solo di recente, il 21 agosto 2017. Precedentemente l'identificazione era con PGC 24397.

## Gruppo di IC 520
NGC 2646 fa parte del Gruppo di IC 520. Oltre a IC 520, il gruppo comprende almeno altre due galassie, cioè  NGC 2614 e NGC 2629.